# Aeropuerto de Bouarfa
El aeropuerto de Bouarfa (código IATA: UAR, código OACI: GMFB) es un aeropuerto ubicado a 2 km al suroeste de la ciudad de Bouarfa, en Marruecos.

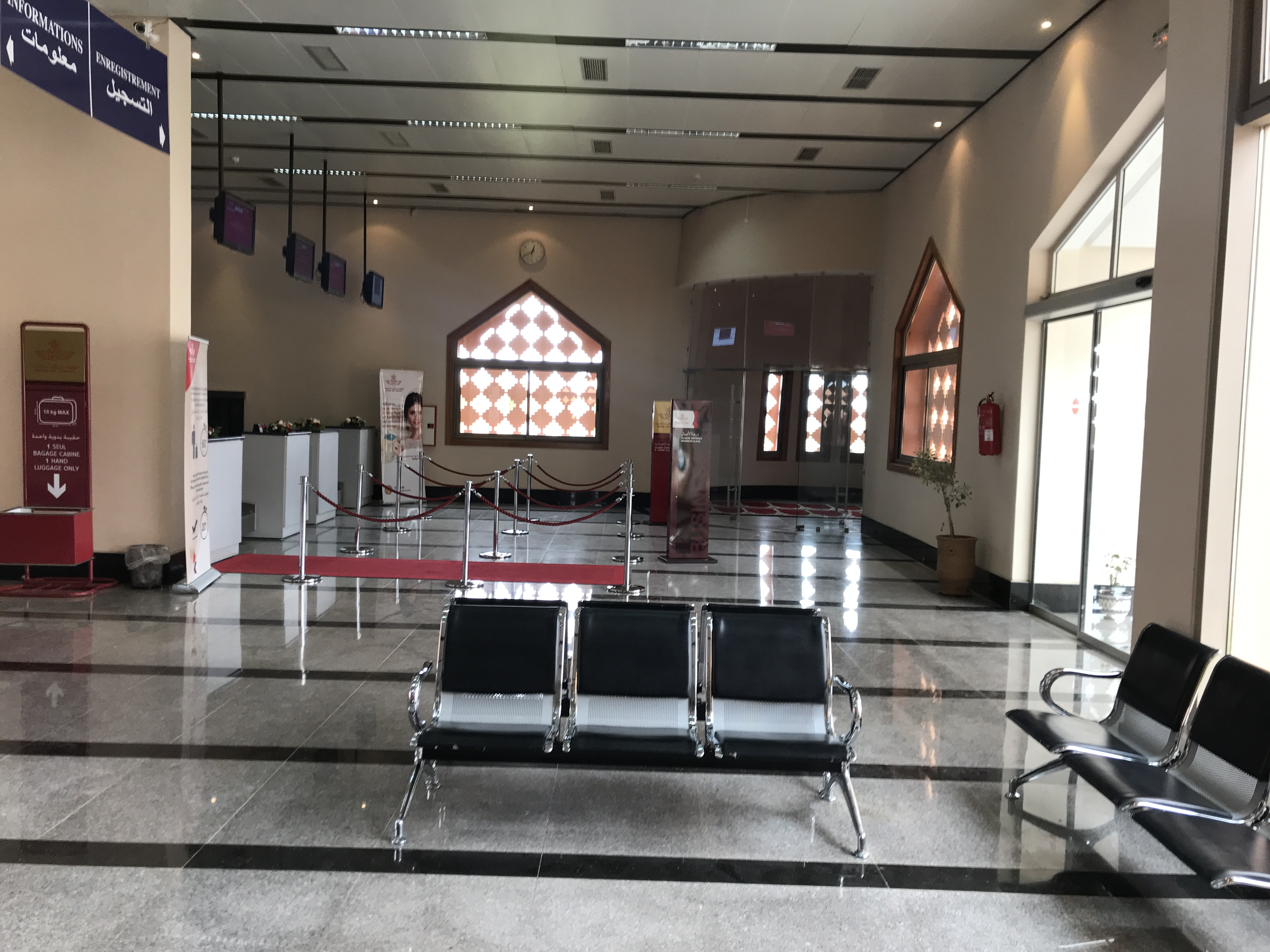
El interior de la terminal del aeropuerto

## Historia
Bouârfa disponía de un antiguo aeródromo de uso restringido, a 2 km al sudoeste de la ciudad, con una pista irregular de aproximadamente 1000 metros de largo(todavía visible a lo largo de la nueva pista).
En 2006 se puso en servicio el Aeropuerto de Bouarfa adecuado a las normas internacionales, financiado por el antiguo presidente de los Emiratos Ärabes Unidos, Zayed Al Nahyane, aficionado a la cetrería que tiene varias reservas de hubara para este propósito en Marruecos..
Se encuentra a 2 km al sudoeste de la ciudad, a 1122 m de altitud y dispone de una pista de 3200 x 45 m
El aeropuerto podría acoger hasta 200 000 pasajeros por año, pero por ahora no cuenta con conexiones comerciales

## Aerolíneas y destinos
| Aerolíneas       | Destinos   |
| ---------------- | ---------- |
| Royal Air Marroc | Casablanca |